# تفجيرات بغداد 19 سبتمبر 2010
تفجيرات بغداد 19 سبتمبر 2010 هي سلسلة من الهجمات بالقنابل في بغداد، العراق، أسفرت عن مقتل ما لا يقل عن 31 شخصًا في اثنين من أحياء العاصمة. وأصيب أكثر من 100 شخص آخرين.

## خلفية
ألقى العراقيون بالمسؤولية عن هذه الهجمات على حالة الجمود السياسي في البلاد، إذ كانت السلطات العراقية تواجه صعوبات في تشكيل حكومة وحدة وطنية منذ انتخابات مارس 2010، والتي لم تسفر عن حصول أي كتلة على الأغلبية، مما جعل تشكيل حكومة ائتلافية أمرًا ضروريًا يعتمد فيه كل طرف على الآخر. بالإضافة إلى ذلك، تزامنت الهجمات في الأيام الأخيرة مع قرار الولايات المتحدة بتخفيض عدد قواتها في العراق ونقل المسؤوليات الأمنية إلى القوات العراقية.

## الهجمات
في 19 سبتمبر 2010، انفجرت سيارتان مفخختان في العاصمة العراقية بغداد بشكل متزامن تقريبًا حوالي الساعة 10:10 صباحًا. وقع الانفجار الأول والأقوى في منطقة المنصور، مما أسفر عن مقتل 10 أشخاص. وحدث الانفجار أمام مكتب مبيعات محلي لشركة آسياسيل، لكن لم يتضح ما إذا كان هذا هو الهدف المقصود للهجوم.
وبعد دقائق قليلة، وقع هجوم ثانٍ في حي الكاظمية الذي تسكنه أغلبية شيعية. ويبدو أن الهجوم كان يستهدف مكتبًا للشرطة الاتحادية العراقية ووزارة الأمن الوطني في ساحة عدن، مما أسفر عن مقتل حوالي 21 شخصًا وإصابة 71 آخرين. ووصف أحد شهود العيان الهجوم قائلاً: "كانت هناك حافلة صغيرة – أوقف السائق الحافلة وأخبر الناس القريبين أنه ذاهب لرؤية طبيب، وبعد دقائق، انفجرت الحافلة."

## الجناة
في 24 سبتمبر، أعلنت دولة العراق الإسلامية مسؤوليتها عن الهجوم.